# Csillagkeletkezés

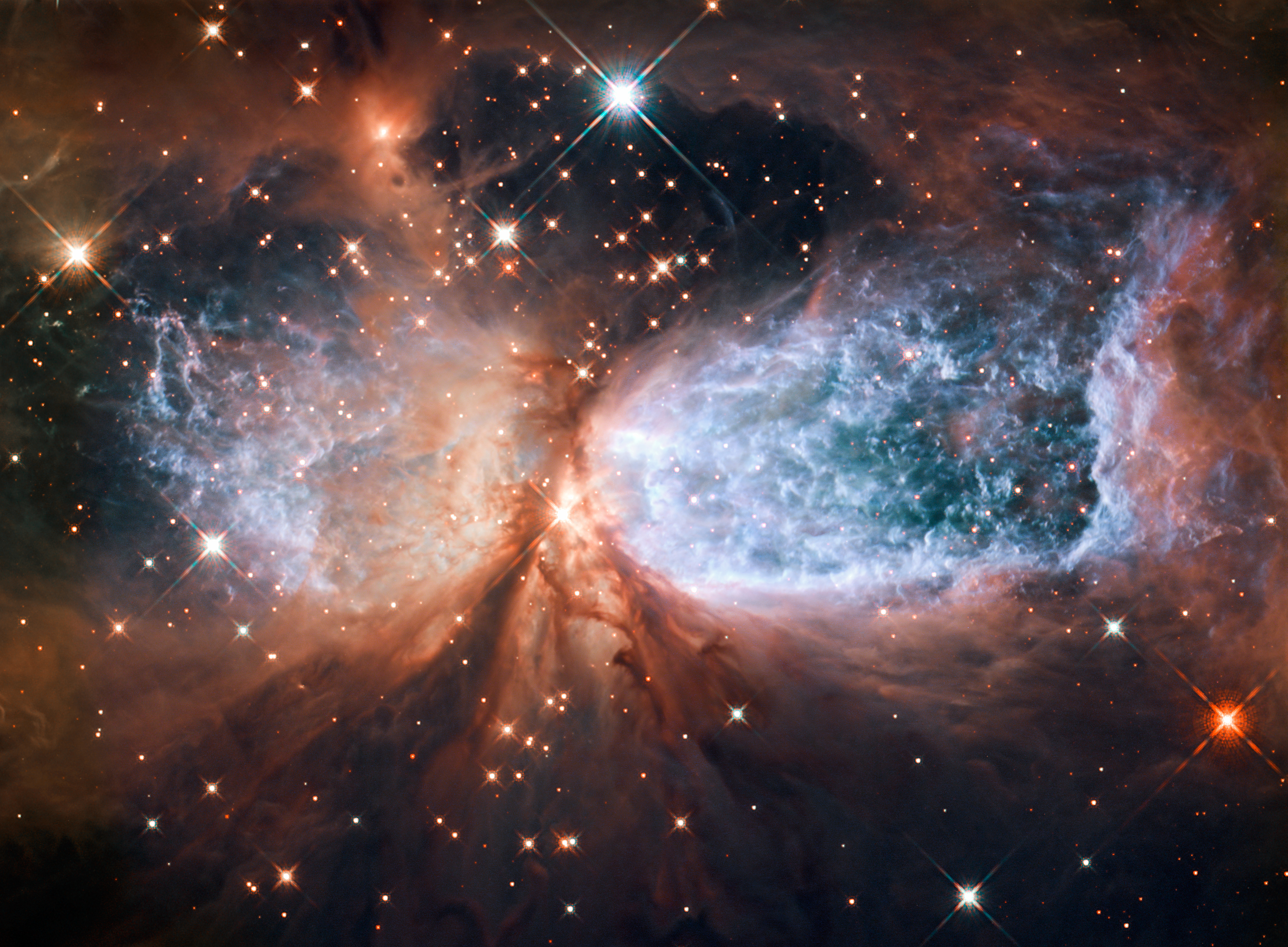
A Hubble felvétele az S106 csillagképződési régióról

A csillagkeletkezés az a folyamat, melynek során a csillagközi gázfelhőkben, elsősorban a gravitáció összehúzó hatására csillagok jönnek létre. A csillagkeletkezés főleg galaxisokban, ezen belül is főleg a sok csillagközi anyagot tartalmazó spirálgalaxisokban zajlik.
Az összesűrűsödő gázfelhő egyes részei saját tömegvonzásuknál fogva egyre több gázt vonzanak magukba, így egyre sűrűbbé válnak, ezek a globulák, melyek a látható fény tartományában eltakarják a keletkező csillagot. A beérkező anyag a protocsillag körül akkréciós korongot képez, és nagy része a protocsillagba zuhan, egy része poláris jet formájában a csillagközi térbe távozik, az ilyen gázfelhők a Herbig–Haro-objektumok. A protocsillag a sűrűség növekedésével folyamatosan fölhevül, és a megfelelő hőmérséklet elérése után a legsűrűbb részen megindul a deutérium, később a hidrogén fúziója. A gázfelhő maradékát a csillag sugárzása és csillagszele kifújja, az akkréciós korong maradékából pedig protoplanetáris korong képződik, amely végül bolygókká áll össze.
A csillagkeletkezési folyamatot gyorsíthatja a gázfelhő összenyomódása, ezt gyakran végzik a szupernóvák által kiváltott lökéshullámok, a spirálgalaxisokban a gázfelhők spirálkarokon (tulajdonképpen szintén nagy lökéshullámok) való áthaladása, és az O és B színképtípusú csillagok ultraibolya sugárzása által növesztett buborékok tágulása. Kölcsönható galaxisokban is gyakori a szokásosnál lényegesen intenzívebb, robbanásszerű csillagkeletkezés.
A csillagkeletkezést lassíthatja a gázfelhő turbulenciája, mely a vagy a benne kialakuló mágneses mezők, melyek mentén a gáz áramlik, akadályozva az egyenletes összehúzódást. Emiatt a nagy gázfelhőknek csak egy kis része tud csillagokká alakulni.
A csillagontó-galaxisokban a csillagkeletkezés a szokásosnál intenzívebb (a Tejútrendszerünkre jellemző évi 3-4 csillag helyett hasonló méretű galaxisra vetítve ennek a tízszeresét is elérheti), az ilyen galaxisokban szuper-csillaghalmazok is láthatóak, melyek hasonlítanak Tejútrendszerünk nyílthalmazaihoz, de az azokra jellemző néhány száz-ezer csillag helyett több millió csillagot tartalmaznak. A korai Univerzum galaxisaiban a csillagkeletkezés ennél sokkal intenzívebb volt, 2010 elején gravitációs lencsehatás segítségével sikerült olyan galaxist megfigyelni, amelyben a csillagkeletkezési ráta 250 csillag/év volt.
A Hubble űrtávcső megfigyelési szerint egyes törpegalaxisokban a csillagkeletkezési folyamat hosszú ideig, akár 200-400 millió évig is eltarthat, és a csillagkeletkezési hullám végigvonul az egész galaxison. A nagy csillagközi gázfelhőkben tömegesen képződnek csillagok, melyek sugárzása a felhőben lévő hidrogént ionizálja és sugárzásra készteti, az ilyen tartományokat H II régióknak nevezzük. A gázfelhő anyagának csillagokká alakulásakor nyílthalmaz keletkezik, melynek tagjai idővel szétrepülnek a térben.